# Postal III
Postal III é um jogo de tiro em terceira pessoa desenvolvido pela Trashmasters e Running with Scissors, e publicado pela Akella. É o terceiro jogo da série Postal, sendo a continuação de Postal 2, contando a história das aventuras de Postal Dude em uma cidade chamada Catharsis, seguindo diretamente do final do segundo jogo. Postal III foi lançado para Microsoft Windows em dezembro de 2011. Ports para OS X , Linux , PlayStation 3 e Xbox 360 foram anunciados, mas finalmente cancelados.

## Jogabilidade
Postal III, assim Postal 2 fez antes dele, muda a perspectiva de gameplay em relação ao jogo anterior, desta vez sendo um jogo de tiro em terceira pessoa. O núcleo da jogabilidade é mais linear e centrado na história, em oposição ao mundo aberto de Postal 2, com objetivos baseados em missões impulsionando o enredo. No entanto, ele mantém o mesmo senso de humor negro e violência pela qual a série é conhecida.
Existem dois caminhos que o jogador pode seguir dependendo das ações realizadas no jogo, com um medidor de Karma que alterna entre Bem e Mal conforme as ações do jogador; se o jogador atacar e matar pessoas inocentes sem querer, o Medidor de Karma será afetado, mudando de amarelo para vermelho e garantindo que o jogador siga o "caminho ruim", em que o enredo e as missões mudam de acordo, e que termina com um texto perguntando se o jogador está "desapontado", dizendo-lhes para seguir o "bom caminho", o que permitirá ao jogador ver a história até sua conclusão lógica.

## Enredo
Postal III apresenta uma grande variedade de sub-celebridades, incluindo Ron Jeremy, Jennifer Walcott e Randy Jones. O jogo também contém personagens representando Uwe Boll (diretor do filme Postal de 2007 ), Sergei Mavrodi, Osama bin Laden e Hugo Chávez.
Em Postal III, Postal Dude emigra para a cidade irmã de Paradise, Catharsis, quando já havia explodido Paradise com uma bomba nuclear em Postal 2: Apocalypse Weekened. Devido ao colapso econômico, Dude dirige para a cidade e fica preso porque não pode pagar um tanque de gasolina. Ele deve então encontrar trabalho e fazer vários biscates para escapar da cidade.
Ao longo do jogo, o jogador pode escolher um dos dois caminhos: o "caminho ruim", que inclui participar dos esquemas do prefeito e do tio Dave, ou o "caminho bom", onde Dude se juntar à Força Policial de Catharsis. O jogo se desenrola de maneira bastante linear e cinematográfica, embora as ações do jogador afetem o resultado da história e do jogo. Apesar do "bom caminho" ser mais difícil de jogar, ele oferece mais enredo e uma campanha mais longa.

## Lançamento
O jogo estava programado para ser lançado através da plataforma de distribuição digital Steam em 20 de dezembro de 2011. No entanto, o lançamento principal foi adiado; alguns usuários conseguiram obter o jogo através da loja GameFly. O jogo foi lançado formalmente em 21 de dezembro.

## Recepção
Postal III recebeu críticas "ligeiramente desfavoráveis", de acordo com o site agregador de críticas Metacritic. 
A GameSpot deu ao jogo 3/10, enquanto a Game Informer também criticou o jogo, dando-lhe uma pontuação de 1/10 e dizendo que "as pessoas por trás de Postal III não têm a capacidade de escrever para fazer backup de suas bocas sujas. Acontece que eles também não têm as habilidades de design ou programação para criar um jogo estável. Isso o torna um dos poucos jogos a receber uma pontuação tão baixa."
Em uma revisão muito mais positiva, QJ.Net afirmou que o jogo era "um dos jogos mais interessantes, psicóticos e prejudiciais que já jogamos" e que os desenvolvedores "acabaram com um produto que parece bom, soa ótimo e muitas vezes é engraçado", mas também reclamou que sua "experiência foi prejudicada com travamentos constantes e muitas falhas gráficas".
Original Gamer também deu uma crítica positiva, dando ao jogo uma classificação de 7,5, decidindo que era "um bom jogo, mas não ótimo". O revisor elogiou seu enredo, grande variedade de armas e criatividade enquanto ridicularizava o "design de nível linear e jogabilidade" do jogo. Também chamou a atenção para o uso dos Caminhos Bons e Ruins no jogo, que ele acreditava favorecer injustamente o caminho bom, decidindo que o jogo "puni você por ser ruim, por ser ruim em si". Dito isso, concluiu dizendo que "a diversão está em Postal 3, basta trabalhar um pouco para isso".

### Reações dos desenvolvedores
Em uma entrevista cerca de um mês após o lançamento, Vince Desi, o chefe da Running with Scissors, admitiu que a "reação dos fãs foi mista" em relação a Postal III, além de afirmar que a maioria das reclamações girava em torno do jogo ter "muitos bugs". Desi reconheceu que era difícil para ele escutar "fãs obstinados e ouvir suas reclamações", mas enfatizou que a Akella, desevolvedora do jogo, estava "fazendo atualizações para corrigir muitos dos problemas", além de afirmar que as pessoas que compraram o jogo naquele momento teriam uma "experiência muito melhor." Ele também comentou que, embora Running with Scissors tivesse "projetado um jogo muito grande e desafiador com grande variedade", sua equipe de desenvolvimento e editora "estavam sob tremenda pressão e decidiram lançar um jogo diferente, algo que eles pudessem entregar". Ele, no entanto, observou que estava "feliz que a editora tenha se esforçado muito para fazer as melhorias necessárias" após a recepção inicial do jogo. Ele também comentou que eles estavam comprometidos em garantir "que os jogadores obtenham uma melhor qualidade que merecem" de Postal III.
Em 25 de agosto de 2012, a desenvolvedora e dona da franquia Postal, Running with Scissors, removeu Postal III de sua loja, afirmando que isso foi feito pensando "no melhor interesse da comunidade Postal" e encorajou os jogadores a comprar seus títulos anteriores, afirmando que eles são "um produto muito superior por muito menos dinheiro". Isso veio após revelações de que o relacionamento da Running with Scissors com a Akella havia se desfeito e que a RWS não tinha mais nenhum envolvimento real com o futuro desenvolvimento de Postal III .
A Running with Scissors explicou a situação afirmando que Postal III "foi licenciado para uma editora e desenvolvedora russa que deveria produzir o jogo de acordo com nosso design, com uma equipe e orçamento muito maiores do que tínhamos para Postal 2. Mesmo levando esses fatos em consideração, não deu muito certo. Foi um erro e não vamos repetir." Eles também acrescentaram que "depois do desastre que foi Postal III devido ao erro de terceirização, decidimos fazer o próximo jogo 100% em casa".
Uma entrevista posterior com um funcionário da Running with Scissors, Jon Merchant, esclareceu ainda mais a situação, com ele afirmando que "A Akella tinha muito mais recursos do que tínhamos para Postal 2, então parecia razoável na época que eles poderiam produzir um jogo que fosse pelo menos igual a o jogo que fizemos internamente. As coisas começaram bem, mas acho que foram bastante atingidos pelos problemas econômicos de 2007-2008, e tudo começou a decair a partir daí. O produto final estava muito distante do nosso design original e terrivelmente quebrado." Ele também comentou que "o jogo está uma bagunça e não deve ser vendido. Nós paramos de vender o jogo há algum tempo, quando ficou claro que nem nós nem a comunidade obteríamos as ferramentas do SDK. Não o consideramos o terceiro jogo POSTAL, apenas um spin off desonesto que nunca deveria ter acontecido." 
Vince Desi resumiu a situação em uma entrevista de 2013 dizendo que "alguns negócios funcionam, outros não, o Postal III falhou por vários motivos. O pior de tudo é que perdemos o controle do projeto e esse foi o começo do desastre. Historicamente, tivemos um ótimo relacionamento com Akella, nossa editora russa, e para constar o pessoal lá era gente boa e eu os considero meus amigos independente do fiasco que foi Postal III... mais uma vez, é um testemunho para os fãs de POSTAL em todo o mundo que mostraram seu apoio leal além de todas as probabilidades e obstáculos, são eles que nos permitem continuar".
Em Postal 2: Paradise Lost, uma expansão de 2015 para Postal 2 desenvolvida pela Running With Scissors, os eventos de Postal III foram recontados como parte de uma sequência de sonhos que o Postal Dude teve; ele acidentalmente bateu seu carro em uma placa de "pare" e entrou em coma por 11 anos. Corey Cruise reprisa seu papel na expansão, dublando um Postal Dude Alternativo ao lado do dublador original Rick Hunter.

No FAQ para o acesso antecipado de Postal 4: No Regerts , Running with Scissors prometeu que "não será ruim como Postal III ".